# Giorgio Dell'Arti
Giorgio Dell'Arti (Catania, 4 settembre 1945) è un giornalista, scrittore, conduttore radiofonico e storico italiano, fondatore del supplemento settimanale Il Venerdì di Repubblica.

## Biografia
Figlio di attori teatrali, nacque a Catania poiché la madre era in quel periodo impegnata in una tournée nel capoluogo etneo; a causa del lavoro dei genitori, affrontò ogni anno della scuola elementare in città diverse. Laureato in lettere antiche con una tesi in filosofia della storia, lavorò come insegnante d'italiano presso l'ambasciata statunitense in Italia. Iniziò la sua carriera da giornalista nel 1969 quando riuscì grazie a una raccomandazione di Antonio Ghirelli - come da lui stesso raccontato - ad approdare a Paese Sera; dieci anni dopo passò a La Repubblica, di cui fu inviato, caposervizio e redattore capo.
Editorialista della Stampa e della Gazzetta dello Sport, Dell'Arti è stato finalista del Premio Viareggio con Il giorno prima del 68. Ha curato e diretto, dal 1996 al 2018, l'edizione del lunedì de Il Foglio (detto anche Il Foglio Rosa). Nel 2009 ha condotto il programma di approfondimento Ultime da Babele su Radio1. È suo il sito Cinquantamila, fondato nel 2011 in partnership col Corriere della Sera, e realizzato in occasione dei 150 anni dell'unità: “cinquantamila” è, approssimativamente, il numero di giorni di cui è composta la storia italiana a partire dal 1861. Nel 2014 ha condotto la trasmissione del mattino "Radio1 in Corpo 9" sul primo canale radiofonico della Rai.
È autore del Catalogo dei viventi pubblicato da Marsilio Editori. Dal 2017 è direttore della newsletter Anteprima, un vero e proprio quotidiano realizzato anche con la lettura notturna dei quotidiani in arrivo in edicola. Attualmente scrive anche per il supplemento Robinson de la Repubblica (governa il torneo letterario del supplemento, secondo una sua vecchia idea già sperimentata sul Venerdì), tiene una rubrica di informazione politica sul settimanale Oggi e una rubrica letteraria sul Fatto.
Da giovane fu iscritto al Partito Comunista Italiano, da cui è uscito nel 1979. Nel luglio del 2022, in un articolo su La Repubblica definì Giorgia Meloni «la migliore intelligenza in circolazione» dopo Mario Draghi, aggiungendo che avrebbe potuto votare la leader di Fratelli d'Italia se la coalizione che sosteneva il governo Draghi non si fosse presentata unita alle prossime elezioni politiche del 2022. Un anno dopo, pur ribadendo i suoi giudizi positivi sulla Premier, dichiara di non averla votata, ma di essere disposto a farlo in futuro.
Separato, ha due figlie, Lucrezia e Arianna. La sua attuale compagna è la giornalista del Corriere della Sera Lauretta Colonnelli.

## Opere
- Vita di Cavour, Collezione Le Scie, Milano, A. Mondadori, 1983.
- Dieci anni, a cura di, 10 fascicoli, Roma, la Repubblica, 1986.
- Duemila, a cura di, 6 fascicoli, Roma, la Repubblica, 1986.
- I nostri anni, a cura di, 3 fascicoli, Roma, la Repubblica, 1987-1989.
- Il romanzo della musica, a cura di, 5 fascicoli, Roma, la Repubblica, 1987.
- Il romanzo della pittura, a cura di, 5 fascicoli, Roma, la Repubblica, 1988.
- 1789-1799. I dieci anni che sconvolsero il mondo, a cura di, 7 fascicoli, Roma, la Repubblica, 1989.
- Come è nata l'Italia. Il Risorgimento, a cura di, 12 fascicoli, Roma, la Repubblica, 1991.
- Da De Gasperi a Di Pietro. La storia della prima Repubblica, a cura di, 5 fascicoli, Milano, Mondadori, 1994.
- L'uomo di fiducia. I retroscena del potere raccontati da un testimone rimasto dietro le quinte per cinquant'anni, con Ettore Bernabei, Milano, Mondadori, 1999. ISBN 88-04-42852-X.
- Coro degli assassini e dei morti ammazzati, Venezia, Marsilio, 2004.
- Catalogo dei viventi 2007. 5062 italiani notevoli, con Massimo Parrini, Venezia, Marsilio, 2006. ISBN 88-317-9078-1.
- Primo libro delle profezie, Venezia, Marsilio, 2008. ISBN 978-88-317-9400-8.
- Il giorno prima del Sessantotto, Venezia, Marsilio, 2008. ISBN 978-88-317-9526-5.
- Catalogo dei viventi 2009. 7247 italiani notevoli con l'indice di tutti i nomi citati, con Massimo Parrini, Venezia, Marsilio, 2008. ISBN 978-88-317-9599-9.
- Cavour. Vita dell'uomo che fece l'Italia, Venezia, Marsilio, 2011, ISBN 978-88-317-1011-4.
- Francesco. Non abbiate paura delle tenerezza, Firenze, Clichy, 2013. ISBN 978-88-6799-066-5.
- Come sarà il 2014. Le profezie di sessanta celebrità. Con l'oroscopo di Annalena, Firenze-Torino, Clichy-La Stampa, 2013. ISBN 978-88-6799-078-8.
- I nuovi venuti, Firenze, Clichy, 2014. ISBN 978-88-6799-115-0.
- Carlo Dossi, Corruzioni. Le «Note azzurre» manipolate da Giorgio Dell'Arti, Firenze, Clichy, 2015. ISBN 978-88-6799-180-8.
- Moravia. Sono vivo, sono morto, Firenze, Clichy, 2015. ISBN 978-88-6799-234-8.
- Bibbia pagana, Firenze, Clichy, 2016. ISBN 978-88-6799-297-3.
- 2017 i fatti dell'anno. Dall'ascesa di Trump al Jihad islamico. I principali avvenimenti di cronaca, politica e costume, Milano, La Gazzetta dello Sport, 2017.
- Gli onorevoli duellanti, ovvero Il mistero della vedova Siemens, Milano, La nave di Teseo, 2020. ISBN 978-88-346-0506-6.
- Le guerre di Putin. Storia non autorizzata di una vita, Milano, La nave di Teseo, 2022. ISBN 978-88-346-1138-8.
- La marcia su Roma, La nave di Teseo 2022.
- Leone XIV, Vita di Papa Bob, il missionario che lo Spirito Santo ha spedito a Roma. Compagnia editoriale Aliberti, 2025.